# Залуский, Кароль
Граф Ка́роль Теофи́л Залу́ский (пол. Karol Załuski, 25 января 1794, Варшава — 28 ноября 1845, Ивонич Австрийская империя) — маршал дворянства уезда упитского и виленского, внебрачный сын русского сановника О. А. Игельстрома, дипломат на службе Российской империи, один из руководителей польского ноябрьского восстания 1831 г. в Литве. Основатель курорта Ивонич-Здруй.

## Биография
Представитель шляхетского рода Залуских герба Юноша. Родился у графини Гонораты Залуской (ок. 1750—1819) в период её романа с графом Игельстромом (1737—1823). Получил фамилию мужа матери — казначея королевской короны Теофила Войцеха Залуского (1760—1831). Младший брат Юзефа Бонавентуры Залуского. Имел земельную собственность — с. Ивонич в Галиции (ныне Кросненский повят, Подкарпатское воеводство Польша).
Юность провёл при матери в Российской империи, в основном, близ Хотина на Волыни. После повторного брака матери — в поместье отчима в Литве. Часто жил в Санкт-Петербурге, где его мать и отчим находились при дворе императора.
С 16 лет — камер-юнкер российского императорского двора.
В 1816—1822 годах служил атташе, поверенным в делах и руководителем российского посольства в Берне (Швейцария), затем во Франкфурте и Берлине. Упитский и виленский предводитель дворянства.
В 1831 году вместе с братом Юзефом принял деятельное участие в ноябрьском восстании на территории Литвы. 18 марта 1831 года он был избран руководителем повстанческого правительства, спустя несколько дней, вступил в командование местными вооруженными отрядами, позже — объединённым отрядом повстанцев Литвы. Для целей восстания Кароль выделил значительную часть своего состояния. Император Николай I пообещал амнистию тем, кто покинет ряды восставших и своё расположение тем, кто будет поддерживать российский престол. В ответ на это Кароль Залуский публично сжёг манифесты императора на рынке в Упите.
В сентябре того же года за заслуги в организации литовских повстанческих отрядов был награждён Золотым орденом Virtuti Militari
После подавления восстания — эмигрировал в Пруссию, самому графу российские власти вынесли смертный приговор и конфисковали всё его имущество.
Несколько лет провёл в скитаниях, сперва в Шотландии, Англии, затем во Франции, пока, наконец, не получил согласие властей Австрийской империи поселиться на польских землях, отошедших в конце XVII века Габсбургам.
Жил с женой Амелией и 5 детьми в с. Ивонич в Галиции, богатом на минеральные источники, где основал курорт.
Умер после тяжелой болезни 28 ноября 1845 года и похоронен там же в семейной усыпальнице.

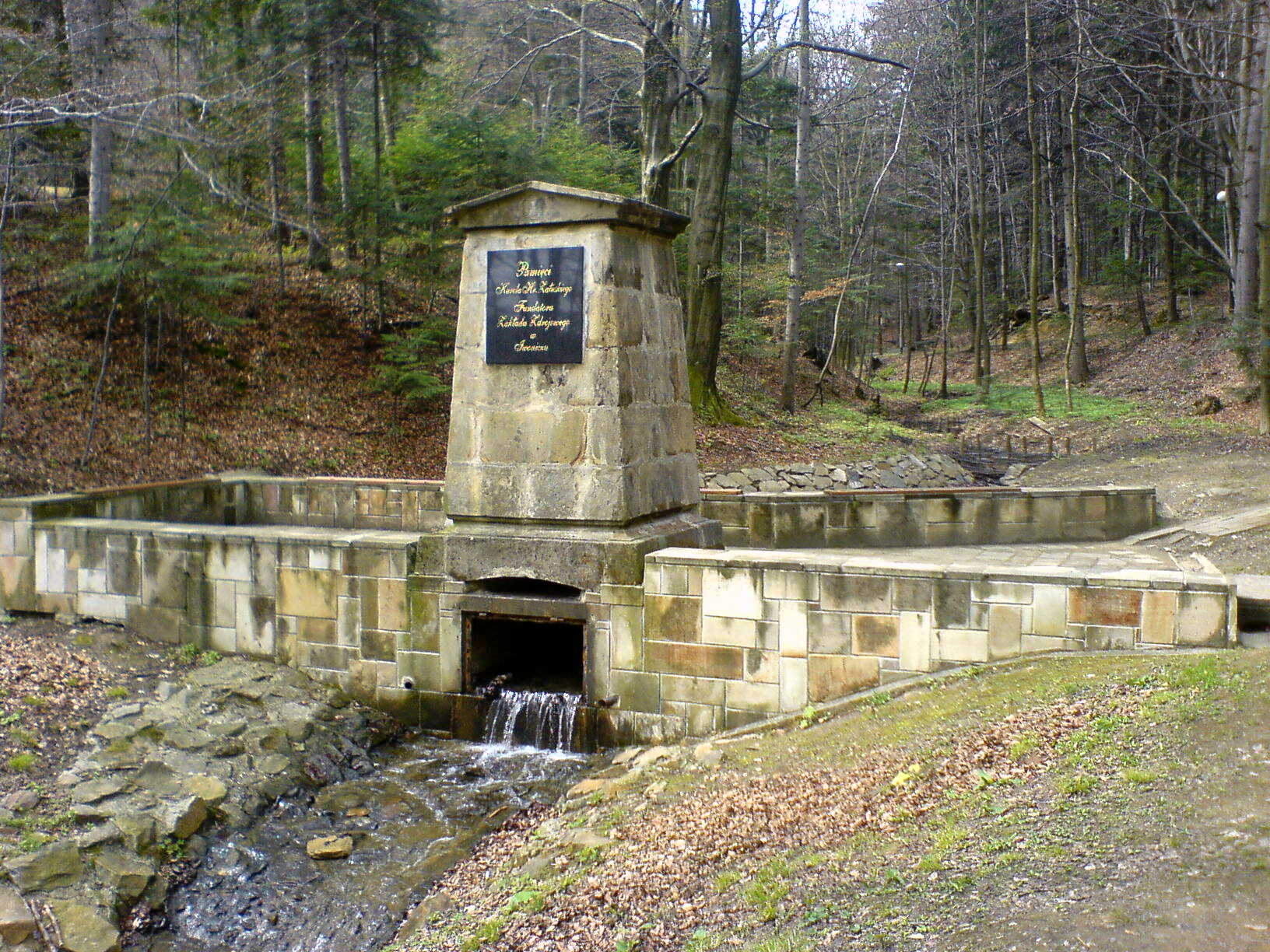
Мемориальная таблица графу Каролю Залускому — основателю курорта Ивонич-Здруй

## Семья
11 мая 1826 года в Вильно Кароль Залуский женился на княжне Амелии Огинской (10 декабря 1805 — 5 сентября 1858), дочери князя Михаила Клеофаса Огинского (1765—1833) и Марии Нери (1778—1851). У супругов было девять детей:
- Михал Кароль Залуский (24 февраля 1828 — 16 апреля 1893), женат на графине Хелене Марии Бжостовской (1833—1892)
- Мария Евгения София Залуская (7 августа 1829 — 19 марта 1910), жена Владислава Голашевского (1826—1898)
- Эмма Хонората Ида Залуская (13 августа 1831 — 1 марта 1912), жена Теофила Войцеха Осташевского (1807—1889)
- Кароль Бернард Залуский (20 августа 1834 — 8 апреля 1919)
- Иренеуш Залуский (10 августа 1835 — 20 мая 1868)
- Станислав Мария Юзеф Залуский (28 февраля 1838 — 21 декабря 1904)
- Ивон Залуский (26 июня 1840 — 15 мая 1881)
- Ида Розалия Аниела Залуская (13 сентября 1841 — 3 октября 1916), жена Гуго Антона фон Seilern und Aspang (1840—1886)
- Франциска Иоанна Амелия Залуская (27 мая 1843 — 17 марта 1924), муж — Вит Стефан Артур Желенский (1802—1873)